# Achmied Biiszew
Achmied Almuchamietowicz Biiszew (ros. Ахмед Альмухаметович Биишев, ur. 12 lutego?/24 lutego 1896 we wsi Idielbajewo w guberni orenburskiej, zm. 27 września 1937 w Moskwie) – przewodniczący Rady Komisarzy Ludowych Baszkirskiej ASRR (1920-1921).

## Życiorys
Był narodowości baszkirskiej. Ukończył seminarium nauczycielskie w Orenburgu, do lutego 1919 służył w baszkirskiej armii, od 3 marca do czerwca 1919 był przewodniczącym baszkirskiej obwodowej Czeki, później ludowym komisarzem ubezpieczeń społecznych Baszkirskiej ASRR i ludowym komisarzem pracy Baszkirskiej ASRR. Od 1920 członek RKP(b), od października 1920 do lipca 1921 przewodniczący Rady Komisarzy Ludowych Baszkirskiej ASRR, od czerwca do listopada 1921 sekretarz odpowiedzialny Baszkirskiego Komitetu Obwodowego RKP(b), od 1926 w dyspozycji KC WKP(b), od 1927 członek Prezydium Najwyższej Rady Gospodarki Narodowej RFSRR, później do czerwca 1937 starszy konsultant Wszechrosyjskiego Związku Kooperacji Przemysłowych.
20 czerwca 1937 został aresztowany, następnie skazany na śmierć przez Wojskowe Kolegium Sądu Najwyższego ZSRR pod zarzutem udziału w organizacji terrorystycznej i rozstrzelany. 31 października 1957 pośmiertnie zrehabilitowany.